# André Maréchal
Robert Gaston André Maréchal (La Garenne-Colombes, 10 de dezembro de 1916 — 14 de outubro de 2007) foi um físico francês.

## Condecorações
- 1965 - Medalha e Prêmio Young, por pesquisas de destaque na área da óptica
- 1989 - Medalha de Ouro SPIE